# Robert Z. Leonard
Pour les articles homonymes, voir Leonard.
Robert Zigler Leonard, est un réalisateur, acteur, scénariste et producteur américain, né le 7 octobre 1889 à Chicago, dans l'Illinois, et mort le 27 août 1968  à Beverly Hills, en Californie.

## Biographie
Robert Z. Leonard fut l'époux de Mae Murray, dont il divorça en 1925, puis celui de Gertrude Olmstead jusqu'à sa mort. 
Il est mort d'une rupture d'anévrisme à 78 ans.

## Filmographie partielle

### Comme réalisateur
- 1913 : The Diamond Makers
- 1914 : From Father to Son

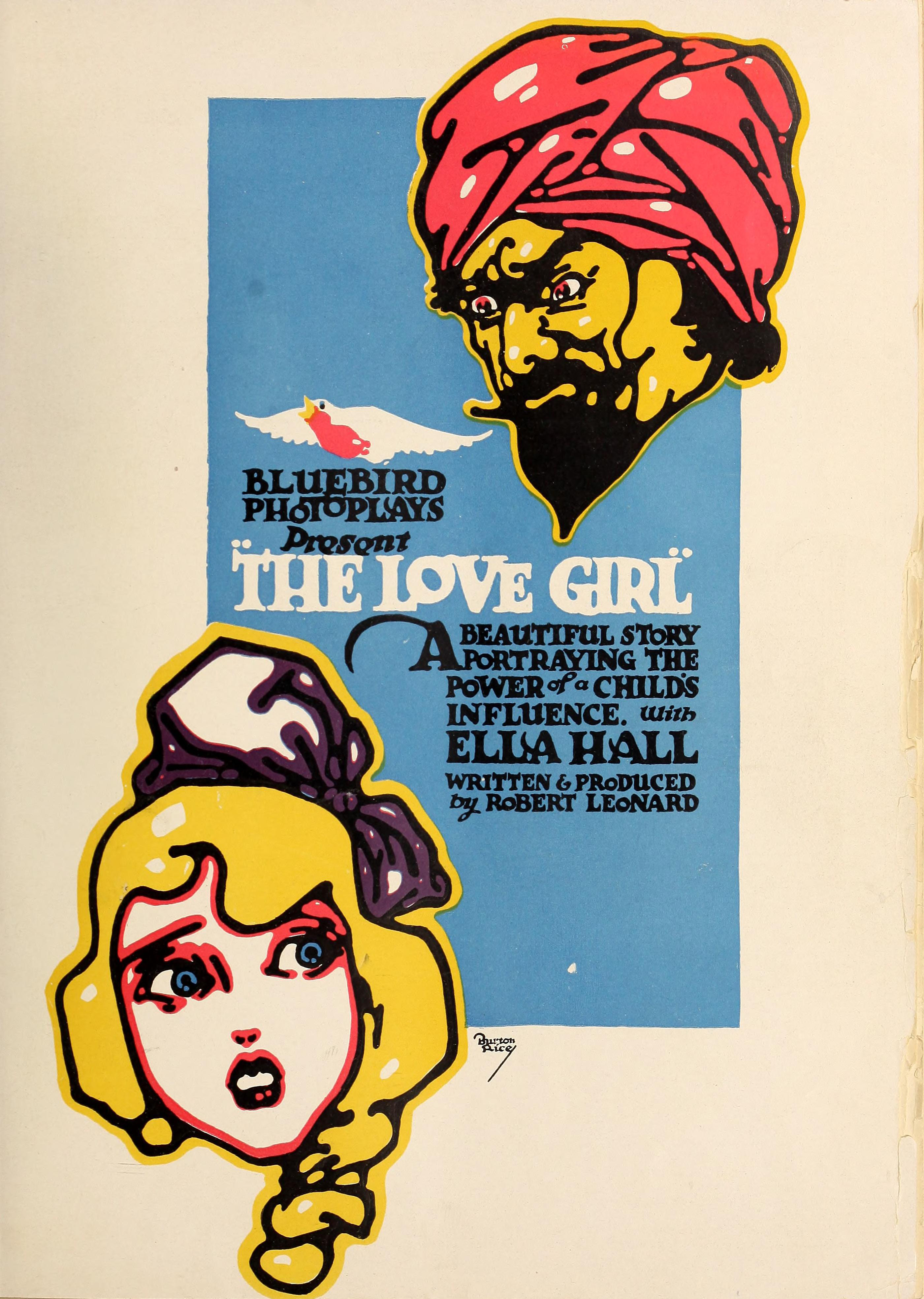
The Love Girl (1916), graphisme de Burton Rice.

- 1915 : Both Sides of Life (coréalisateur : Lynn Reynolds)
- 1916 : Anice, fille de ferme (The Plow Girl)
- 1917 : Une flétrissure (On Record)
- 1917 : The Primrose Ring
- 1917 : Princess Virtue
- 1918 : Le Mignard (Danger, Go Slow)
- 1918 : Amour moderne (Modern Love)
- 1919 : Un délicieux petit diable (The Delicious Little Devil)
- 1919 : The Big Little Person
- 1919 : Pour sa famille (The Way of a Woman)
- 1920 : Les Incomprises (The Restless Sex)
- 1921 : Liliane (The Gilded Lily)
- 1921 : Heedless Moths
- 1922 : Au Paon (Peacock Alley)
- 1922 : La Rose de Broadway (Broadway Rose)
- 1923 : La Folie du jazz (Jazzmania)
- 1923 : The French Doll
- 1923 : Fashion Row
- 1924 : Circé (Circe, The Enchantress)
- 1926 : Maître Nicole et son fiancé (The Waning Sex)
- 1926 : Mademoiselle Modiste
- 1927 : The Demi-Bride
- 1927 : Adam and Evil
- 1928 : The Cardboard Lover
- 1928 : Au fil de la vie (A Lady of Chance)
- 1928 : The Five O'Clock Girl
- 1928 : Mon bébé (Baby Mine)
- 1929 : Marianne
- 1930 : La Divorcée (The Divorcee)
- 1930 : Soyons gai (Let Us Be Gay)
- 1931 : La Courtisane (Susan Lenox (Her Fall and Rise))
- 1931 : Fille de luxe (Five and Ten)
- 1931 : It's a Wise Child
- 1931 : The Bachelor Father
- 1932 : Strange Interlude
- 1933 : Peg o' My Heart
- 1933 : Le Tourbillon de la danse (Dancing Lady)
- 1934 : Outcast Lady
- 1935 : Chronique mondaine (After Office Hours)
- 1935 : La Fugue de Mariette (Naughty Marietta)
- 1935 : La Femme au masque (Escapade)
- 1936 : Le Grand Ziegfeld (The Great Ziegfeld)
- 1936 : La Petite Provinciale (Small Town Girl)
- 1936 : Jim l'excentrique (Piccadilly Jim)
- 1937 : Le Chant du printemps (Maytime)
- 1937 : L'Espionne de Castille (The Firefly)
- 1938 : La Belle Cabaretière (The Girl of the Golden West)
- 1939 : Emporte mon cœur (Broadway Serenade)
- 1940 : L'Île des amours (The New Moon)
- 1940 : Orgueil et préjugés  (Pride and Prejudice)
- 1940 : Third Finger, Left Hand
- 1941 : La Danseuse des Folies Ziegfeld (Ziegfeld Girl)
- 1941 : Duel de femmes (When Ladies Meet)
- 1942 : Danse autour de la vie (We Were Dancing)
- 1942 : Le Cargo des innocents (Stand By for Action)
- 1943 : Le Héros du Pacifique (The Man from Down Under)
- 1944 : Le mariage est une affaire privée (Marriage is a Private Affair)
- 1945 : Week-end au Waldorf (Week-end at Waldorf)
- 1946 : Cœur secret (The Secret Heart)
- 1947 : Cynthia
- 1948 : L'Indomptée (B .F.'s Daughter)
- 1949 : L'Île au complot (The Bribe)
- 1949 : Amour poste restante (In the Good Old Summertime)
- 1950 : Voyage à Rio (Nancy Goes to Rio)
- 1950 : Jamais deux sans toi (Duchess of Idaho)
- 1951 : J'épouse mon mari (Grounds for Marriage)
- 1951 : L'Âge d'aimer (Too Young to Kiss)
- 1953 : Le Clown (The Clown)
- 1954 : Les Fils de Mademoiselle (Her Twelve Men)
- 1955 : Le Voleur du Roi (The King's Thief)
- 1955 : La Belle des belles (La donna più bella del mondo)
- 1957 : Kelly et moi (Kelly and Me)

### Acteur
- 1908 : Damon and Pythias
- 1909 : The Christian Martyrs
- 1909 : In the Sultan's Power
- 1910 : The Roman
- 1910 : The Common Enemy
- 1910 : The Courtship of Miles Standish
- 1911 : The Novice
- 1911 : The Still Alarm
- 1913 : The Diamond Makers
- 1913 : The Wayward Sister
- 1913 : The Sea Urchin
- 1913 : Shon the Piper
- 1914 : From Father to Son

### Scénariste
- 1914 : From Father to Son

### Producteur
- 1931 : La Courtisane (Susan Lenox (Her Fall and Rise))
- 1932 : Strange Interlude
- 1935 : Chronique mondaine (After Office Hours)
- 1937 : L'Espionne de Castille (The Firefly)
- 1939 : Emporte mon cœur (Broadway Serenade)
- 1940 : Third Finger, Left Hand
- 1941 : Duel de femmes (When Ladies Meet)
- 1942 : Danse autour de la vie (We Were Dancing)
- 1945 : Week-end au Waldorf (Week-end at Waldorf)

## Distinction

### Oscars
- 1930 : Nomination Meilleur réalisateur pour La Divorcée
- 1937 : Nomination Meilleur réalisateur pour Le Grand Ziegfeld